# 1958-as Formula–1 német nagydíj
Az 1958-as Formula–1-es világbajnokság nyolcadik futama a német nagydíj volt.
A német nagydíj szervezői ezúttal is úgy döntöttek, hogy a Formula–1-es és a Formula–2-es autókat közös futamon indítják el. Itt mutatkozott be a sportágban, az F2-es-ek között Bruce McLaren, illetve először szerepelt Phil Hill a Ferrarival, noha csak egy F2-es Dino 156-tal. Hawthorn autózta a leggyorsabb kört az időmérőn, mellőle a 4-3-4 felállású rajtrácson a vanwallos Tony Brooks és Stirling Moss, valamint csapattársa, Peter Collins indulhatott.
A rajtot követően Moss állt az élre, akit Brooks követett, de a vanwallost még az első körben megelőzte Hawthorn és Collins is. A 4. körben Moss autójában eltört a gyújtómágnes, és kiesett, átengedve a vezetést a két Ferrarinak, akiket jelentősen lemaradva követett Brooks. Collins az 5. körben megelőzte Hawthornt, így ő lett Brooks első számú célpontja, amikor a 9. körben utolérte a Ferrarikat. A Hawthornnal folytatott csata után a 11. körben Brooksnak sikerült elmennie mellette a célegyenesben, majd Collinst is megelőzte, és elkezdett elhúzni előlük. Collins megpróbálta visszavenni pozícióját, amikor a Pflanzgartennél szélesen fordult, a Ferrari egyik kereke becsúszott az árokba, és bukfencet vetett. A brit egy fának csapódott, és súlyos fejsérülést szenvedett. Helikopterrel a bonni kórházba szállították, ahol életét vesztette. Hawthorn épp hogy csak el tudta kerülni az ütközést, de néhány perccel később váltóhiba miatt kiállni kényszerült. Brooks nagy előnnyel nyert Salvadori előtt. Trintignant a harmadik, von Trips a negyedik, McLaren pedig az ötödik lett, aki ezzel megnyerte az F2-es osztály különversenyét.

## Futam
|    | Rsz. | Versenyző               | Csapat        | Körök | Idő/Kiesések    | Start | Pontok |
| -- | ---- | ----------------------- | ------------- | ----- | --------------- | ----- | ------ |
| 1  | 8    | Tony Brooks             | Vanwall       | 15    | 2h21:15,0       | 2     | 8      |
| 2  | 10   | Roy Salvadori           | Cooper-Climax | 15    | + 3:29,7        | 6     | 6      |
| 3  | 11   | Maurice Trintignant     | Cooper-Climax | 15    | + 5:11,2        | 7     | 4      |
| 4  | 4    | Wolfgang von Trips      | Ferrari       | 15    | + 6:16,3        | 5     | 3      |
| 5  | 20   | Bruce McLaren           | Cooper-Climax | 15    | +6'26,3         | 12    |        |
| 6  | 21   | Edgar Barth             | Porsche       | 15    | + 6:32,4        | 13    |        |
| 7  | 26   | Ian Burgess             | Cooper-Climax | 15    | + 6:59,3        | 11    |        |
| 8  | 30   | Tony Marsh              | Cooper-Climax | 15    | + 7:09,9        | 14    |        |
| 9  | 23   | Phil Hill               | Ferrari       | 15    | + 7:45,5        | 10    |        |
| 10 | 12   | Cliff Allison           | Lotus-Climax  | 13    | + 2 kör         | 24    |        |
| 11 | 28   | Ivor Bueb               | Lotus-Climax  | 13    | + 2 kör         | 16    |        |
| Ki | 3    | Mike Hawthorn           | Ferrari       | 11    | Kuplung         | 1     |        |
| Ki | 2    | Peter Collins           | Ferrari       | 10    | Halálos baleset | 4     |        |
| Ki | 22   | Wolfgang Seidel         | Cooper-Climax | 9     | Felfüggesztés   | 17    |        |
| Ki | 6    | Harry Schell            | BRM           | 9     | Fékhiba         | 8     |        |
| Ki | 27   | Christian Goethals      | Cooper-Climax | 4     | Üzemanyagpumpa  | 23    |        |
| Ki | 25   | Graham Hill             | Lotus-Climax  | 4     | Olajvezeték     | 22    |        |
| Ki | 5    | Jean Behra              | BRM           | 4     | Felfüggesztés   | 9     |        |
| Ki | 18   | Carel Godin de Beaufort | Porsche       | 3     | Motorhiba       | 15    |        |
| Ki | 17   | Hans Herrmann           | Maserati      | 3     | Motorhiba       | 20    |        |
| Ki | 7    | Stirling Moss           | Vanwall       | 3     | Elektromágnes   | 3     | 1      |
| Ki | 19   | Dick Gibson             | Cooper-Climax | 2     | Motorhiba       | 18    |        |
| Ki | 29   | Brian Naylor            | Cooper-Climax | 1     | Üzemanyagpumpa  | 25    |        |
| Ki | 24   | Jack Brabham            | Cooper-Climax | 1     | Baleset         | 19    |        |
| Ki | 16   | Jo Bonnier              | Maserati      | 1     | Baleset         | 21    |        |
| NI | 14   | Troy Ruttman            | Maserati      |       | Motorhiba       |       |        |

## Statisztikák
Tony Brooks 3. győzelme, Mike Hawthorn 3. pole-pozíciója, Stirling Moss 11. leggyorsabb köre.
- Vanwall 6. győzelme

Vezető helyen:
- Stirling Moss: 3 kör (1-3)
- Mike Hawthorn: 1 kör (4)
- Peter Collins: 6 kör (5-10)
- Tony Brooks: 5 kör (11-15)

Bruce McLaren első, Peter Collins utolsó versenye.